# Lathromeris scutellaris
Lathromeris scutellaris is een vliesvleugelig insect uit de familie Trichogrammatidae. De wetenschappelijke naam is voor het eerst geldig gepubliceerd in 1856 door Förster.